# Dame Edna Show
Dame Edna Show (eng: The Dame Edna Experience) är en brittiskt komedi-pratshow från 1987–1989. Programmets värd var Dame Edna Everage (spelad av den australiske satirikern Barry Humphries). I Sverige visades programmet för första gången 20 augusti 1988 på TV1.
De första sju avsnitten sändes första gången 1987 och de följande sju 1989. De regisserades av Ian Hamilton och Alasdair MacMillan och producerades av London Weekend Television. Förutom Dame Edna, medverkade som regel hennes "brudtärna" Madge Allsop (spelad av Emily Perry) och Robin Houston som var presentatör, med en orkester ledd av Laurie Holloway.
I varje avsnitt medverkade flera kända gäster, vanligtvis tre, men i vissa program medverkade upp till åtta gäster. Det skulle också finnas andra inbjudna "gäster" som Kurt Waldheim och Imelda Marcos. De drabbades sedan av något "oväntat" på väg in på scenen, som att trilla ner igenom en fallucka, innan de kom fram till Dame Edna och kunde därför inte medverka.

## Säsong 1 - avsnitt och gäster
- Avsnitt 1, sändningsdatum ITV: 12 september 1987 – Sean Connery, Cliff Richard, Mary Whitehouse
- Avsnitt 2, sändningsdatum ITV: 19 september 1987 – Jeffrey Archer, Joan Rivers, Demis Roussos
- Avsnitt 3, sändningsdatum ITV: 26 september 1987 – Larry Hagman, Arthur Marshall, Jane Seymour
- Avsnitt 4, sändningsdatum ITV: 3 oktober 1987 – Zsa Zsa Gabor, Germaine Greer, Nana Mouskouri
- Avsnitt 5, sändningsdatum ITV: 10 oktober 1987 – Jerry Hall, Charlton Heston, Patrick Lichfield
- Avsnitt 6, sändningsdatum ITV: 17 oktober 1987 – John Mills, Rudolf Nureyev, Barry Humphries, Cynthia Payne
- Avsnitt 7, sändningsdatum ITV: 26 december 1987 – Sir Les Patterson, Denis Healey, Lulu, Roger Moore (titel: "The Dame Edna Christmas Experience")

Flera potentiella gäster blev "avbrutna" genom hela serien. Kurt Waldheim, Zsa Zsa Gabor, Larry Hagman och Barry Humphries tillkännagavs som gäster, men Dame Edna bestämde sig för att avbryta intervjuerna när de kom in i studion. Hagman och Gabor fick tillåtelse att dyka upp igen efter att ha bett om ursäkt till Dame Edna (bakom kameran), men inte Waldheim och Humphries. Charlton Heston föll ned för trappan av misstag och förhindrade på så vis sin första intervju. Både Jeffrey Archer och Cliff Richard kastades ut mitt i sina intervjuer. Richard bara som en demonstration och varning till framtida gäster och Archer eftersom han tråkade ut Dame Edna.

## Säsong 2 - avsnitt och gäster
- Avsnitt 1, sändningsdatum ITV: 4 november 1989 – Chubby Checker, Douglas Fairbanks, Jr., Ronald Reagan Jr., Jane Fonda
- Avsnitt 2, sändningsdatum ITV: 11 november 1989 – Magnús Magnússon, Liza Minnelli, Vivienne Westwood
- Avsnitt 3, sändningsdatum ITV: 18 november 1989 – Edward Heath, Dolph Lundgren, Dusty Springfield
- Avsnitt 4, sändningsdatum ITV: 2 december 1989 – Jason Donovan, Michael Gambon, Glenys Kinnock, Malcolm McDowell, Antony Sher, David Suchet, Tim Pigott-Smith, Jeffrey Archer
- Avsnitt 5, sändningsdatum ITV: 9 december 1989 – Lauren Bacall, Gerald Durrell, Tom Jones, Jeffrey Archer
- Avsnitt 6, sändningsdatum ITV: 16 december 1989 – Christiaan Barnard, Tony Curtis, Grace Jones, Jeffrey Archer
- Avsnitt 7, sändningsdatum ITV: 22 december 1989 – Ursula Andress, Robert Kilroy-Silk, Yehudi Menuhin (titel: "The Dame Edna Satellite Experience")

Både Imelda Marcos och Prinsessan Michael av Kent introducerades som gäster, men drabbades av Dame Ednas säkerhetssystem och kastades ut från studion.